# Lyssa latona
Lyssa latona är en fjärilsart som beskrevs av Druce 1886. Lyssa latona ingår i släktet Lyssa och familjen Uraniidae. Inga underarter finns listade i Catalogue of Life.